# Tipsport liga 2022/2023
Zimní Tipsport liga 2023 je 26. ročníkem zimního fotbalového turnaje, který proběhl v Česku a na Slovensku netradičně v období od 18. listopadu do 10. prosince 2022. Turnaje se zúčastní 20 týmů, které jsou rozděleny do 5 skupin po 4 týmech.

## Stadiony
Turnaj se hrál na 7 stadionech v 7 hostitelských městech.
| Mladá Boleslav        | Hradec Králové             | Praha                             | Praha             | Pardubice          | Vlašim                          | Praha                            | Prostějov                        | Senec           | Zlaté Moravce   | Lanžhot           | Trenčín                 | Zlín                                      |
| --------------------- | -------------------------- | --------------------------------- | ----------------- | ------------------ | ------------------------------- | -------------------------------- | -------------------------------- | --------------- | --------------- | ----------------- | ----------------------- | ----------------------------------------- |
| Městský stadion – UMT | Všesportovní stadion – UMT | Sportovní areál Na Chvalech – UMT | TCM Strahov – UMT | Stadion Pod Vinicí | Sportovní areál Na Lukách – UMT | Stadion FC Slavoj Vyšehrad – UMT | Areál Za Olympijskou ulicí – UMT | NTC Senec – UMT | Štadión FC ViOn | Stadion Na Šlajsi | Štadión na Sihoti – UMT | Fotbalový areál Vlastislava Marečka – UMT |

## Zápasy
Všechny časy zápasů jsou uvedeny ve středoevropském čase (SELČ +1).
| Vysvětlivky                     |
| ------------------------------- |
| Vítěz skupiny                   |
| Vítěz zápasu je tučně zvýrazněn |

### Skupina A (Mladá Boleslav)
| Tým               | Z | V | R | P | VG | IG | +/− | B |
| ----------------- | - | - | - | - | -- | -- | --- | - |
| FK Mladá Boleslav | 0 | 0 | 0 | 0 | 0  | 0  | 0   | 0 |
| FC Hradec Králové | 0 | 0 | 0 | 0 | 0  | 0  | 0   | 0 |
| MFK Chrudim       | 0 | 0 | 0 | 0 | 0  | 0  | 0   | 0 |
| FK Varnsdorf      | 0 | 0 | 0 | 0 | 0  | 0  | 0   | 0 |

### Skupina B (Xaverov – Horní Počernice)
| Tým                  | Z | V | R | P | VG | IG | +/− | B |
| -------------------- | - | - | - | - | -- | -- | --- | - |
| FC Slovan Liberec    | 0 | 0 | 0 | 0 | 0  | 0  | 0   | 0 |
| Bohemians Praha 1905 | 0 | 0 | 0 | 0 | 0  | 0  | 0   | 0 |
| FC Silon Táborsko    | 0 | 0 | 0 | 0 | 0  | 0  | 0   | 0 |
| FK Viktoria Žižkov   | 0 | 0 | 0 | 0 | 0  | 0  | 0   | 0 |

### Skupina C (Strahov)
| Tým                        | Z | V | R | P | VG | IG | +/− | B |
| -------------------------- | - | - | - | - | -- | -- | --- | - |
| AC Sparta Praha B          | 0 | 0 | 0 | 0 | 0  | 0  | 0   | 0 |
| FC Sellier & Bellot Vlašim | 0 | 0 | 0 | 0 | 0  | 0  | 0   | 0 |
| FK Pardubice               | 0 | 0 | 0 | 0 | 0  | 0  | 0   | 0 |
| FK Teplice                 | 0 | 0 | 0 | 0 | 0  | 0  | 0   | 0 |

### Skupina D (Prostějov, Senec)
| Tým                   | Z | V | R | P | VG | IG | +/− | B |
| --------------------- | - | - | - | - | -- | -- | --- | - |
| 1. SK Prostějov       | 0 | 0 | 0 | 0 | 0  | 0  | 0   | 0 |
| SK Sigma Olomouc      | 0 | 0 | 0 | 0 | 0  | 0  | 0   | 0 |
| MFK Skalica           | 0 | 0 | 0 | 0 | 0  | 0  | 0   | 0 |
| FC ViOn Zlaté Moravce | 0 | 0 | 0 | 0 | 0  | 0  | 0   | 0 |

### Skupina E (Trenčín, Senec)
| Tým               | Z | V | R | P | VG | IG | +/− | B |
| ----------------- | - | - | - | - | -- | -- | --- | - |
| AS Trenčín        | 0 | 0 | 0 | 0 | 0  | 0  | 0   | 0 |
| FC Spartak Trnava | 0 | 0 | 0 | 0 | 0  | 0  | 0   | 0 |
| FC Zbrojovka Brno | 0 | 0 | 0 | 0 | 0  | 0  | 0   | 0 |
| FC Trinity Zlín   | 0 | 0 | 0 | 0 | 0  | 0  | 0   | 0 |